# Satélite galileano

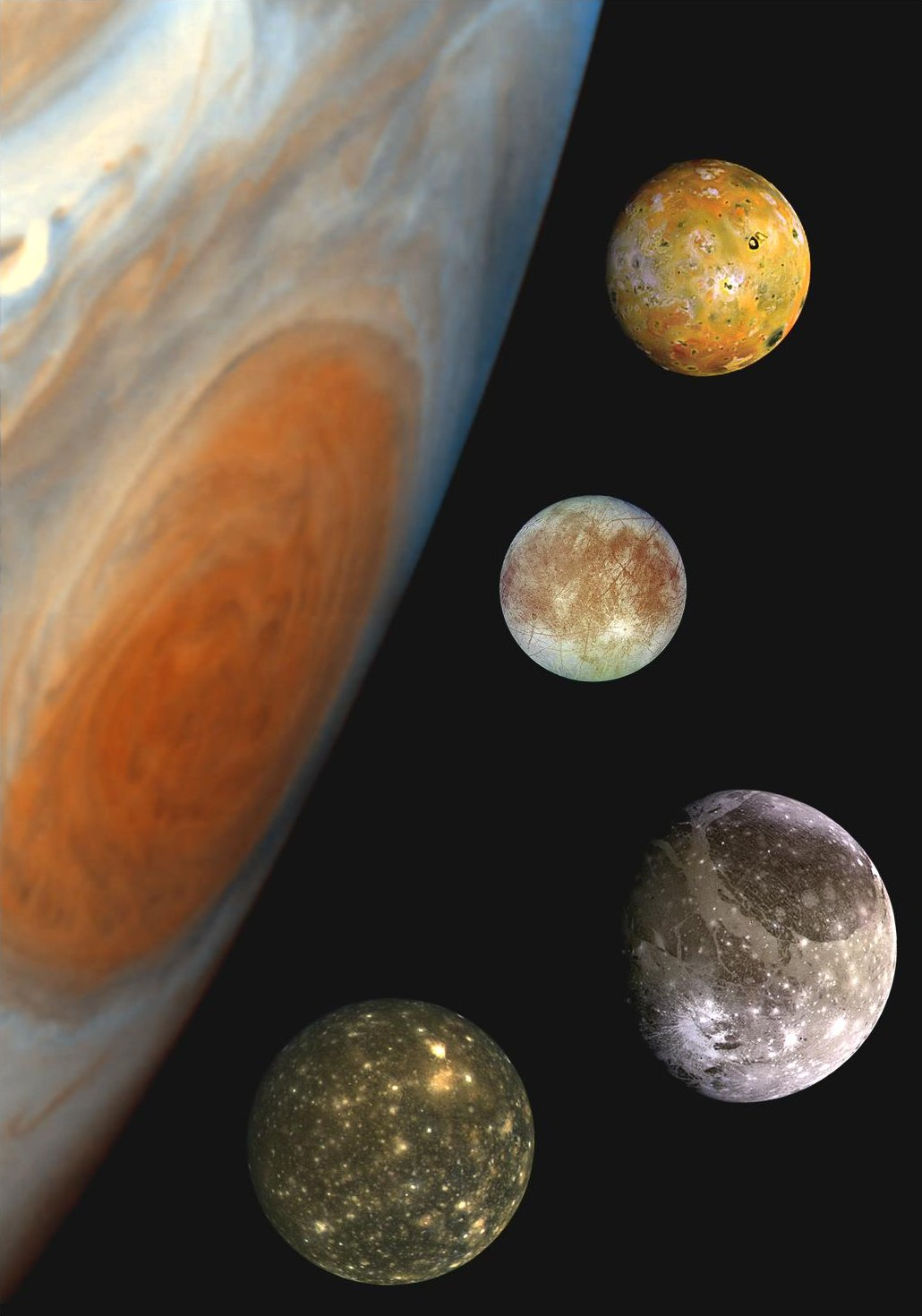
Los cuatro satélites galileanos, en una composición comparando sus tamaños con el tamaño de Júpiter. En orden descendente, son Ío, Europa, Ganímedes y Calisto

Se llaman satélites galileanos a las cuatro lunas de Júpiter descubiertas en 1610 por Galileo Galilei: Ío, Europa, Ganímedes y Calisto. Son los más grandes de los satélites de Júpiter, siendo visibles incluso con telescopios de baja potencia. Fueron avistados por Galileo el 7 de enero de 1610, y tras observarlos durante varios días concluyó que estaban orbitando Júpiter. Este descubrimiento reforzó la teoría heliocéntrica de Copérnico. Inicialmente, Galileo quiso darles nombres relacionados con la casa de Médici, familia a la que pertenecía su protector Cosme II de Médici. Pero finalmente los acabó denominando Júpiter I, II, III y IV (en orden a su cercanía al planeta), después de que el astrónomo Simon Marius propusiera en su obra Mundus Iovialis los nombres que acabarían convirtiéndose en los utilizados actualmente.

Un dato curioso descubierto por el matemático y astrónomo francés Laplace (1749-1827) es que Ío, Europa y Ganímedes se encuentran en una configuración dinámica llamada resonancia de Laplace: por cada vuelta que Ganímedes da alrededor de Júpiter, Europa da dos; y por cada vuelta de esta última, Ío da otras dos (o sea, una triple resonancia de tipo 1:2:4). Se desconoce hasta el momento si esta es una configuración primordial.

## Historia

### Descubrimiento

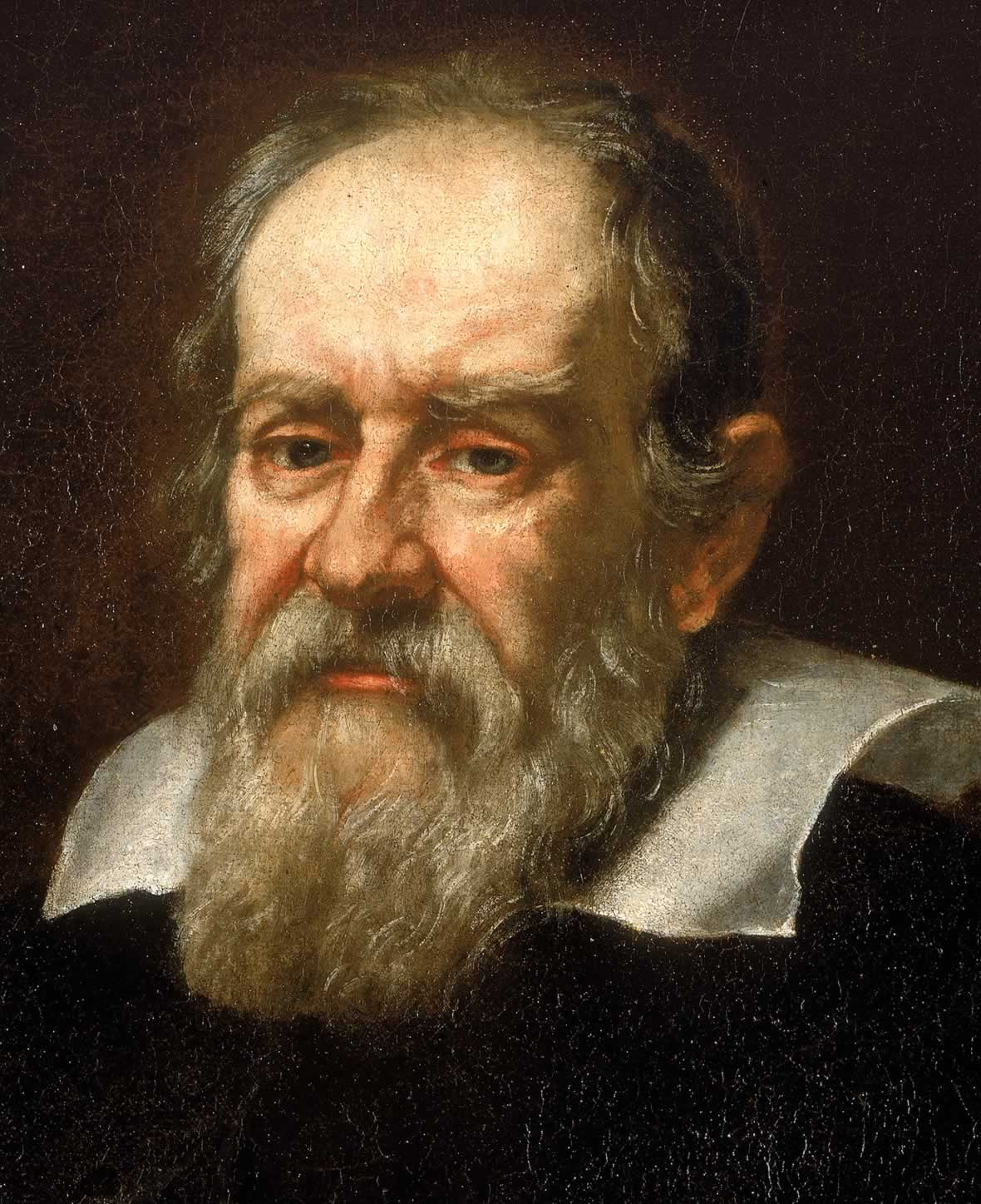
Galileo Galilei, el descubridor de las cuatro lunas

Gracias a las mejoras que Galileo Galilei introdujo en su telescopio, con el que alcanzó los 20 aumentos, le permitió ver los cuerpos celestes con mayor nitidez que antes, lo que se tradujo en que pudo observar, en diciembre de 1609 o enero de 1610, lo que se conocería como las lunas galileanas.
El 7 de enero de 1610, Galileo escribió una carta con la primera mención de las lunas de Júpiter. En ese momento, solo vio tres de ellas, y creyó que eran estrellas fijas cercanas a Júpiter. Continuó sus observaciones del planeta desde el 8 de enero al 2 de marzo de 1610, y descubrió un cuarto cuerpo celeste, llegando a la conclusión de estos cuatro cuerpos no eran estrellas fijas, sino que orbitaban alrededor de Júpiter.
El descubrimiento de Galileo demostró la importancia del telescopio como herramienta para los astrónomos, al mostrar que existían objetos en el espacio por descubrir que hasta entonces habían permanecido ocultos a simple vista. Más importante aún, el descubrimiento de cuerpos celestes orbitando alrededor de un elemento distinto de la Tierra, supuso un duro golpe para la por entonces aceptada teoría ptolemaica, que sostenía que la Tierra estaba en el centro del universo y que todos los demás cuerpos celestes giraban a su alrededor. El libro de Galileo publicado el 13 de marzo de 1610, "Sidereus nuncius" ("Mensajero Estelar"), en el que se anunciaban observaciones celestes realizadas con su telescopio, no menciona explícitamente la teoría heliocéntrica de Copérnico, que situaba a Sol en el centro del universo, aunque el propio Galileo ya la había aceptado.
Un historiador chino de la astronomía, Xi Zezong, ha afirmado que una "pequeña estrella rojiza" observada cerca de Júpiter en el año 364 a. C. por el astrónomo chino Gan De podría haber sido Ganímedes. De ser cierto, esto podría preceder al descubrimiento de Galileo en unos dos milenios.
Otro ejemplo notable de observación son los trabajos de Simon Marius, quien posteriormente afirmó haber observado las lunas en 1609. Sin embargo, dado que no publicó estos hallazgos hasta después que Galileo, existe cierta incertidumbre en torno a sus registros.

### Nombres

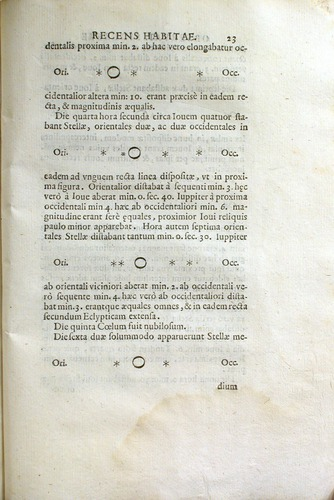
Las Estrellas Mediceas en Sidereus nuncius (el 'Mensajero estelar'), 1610. Las lunas están dibujadas en posiciones cambiantes

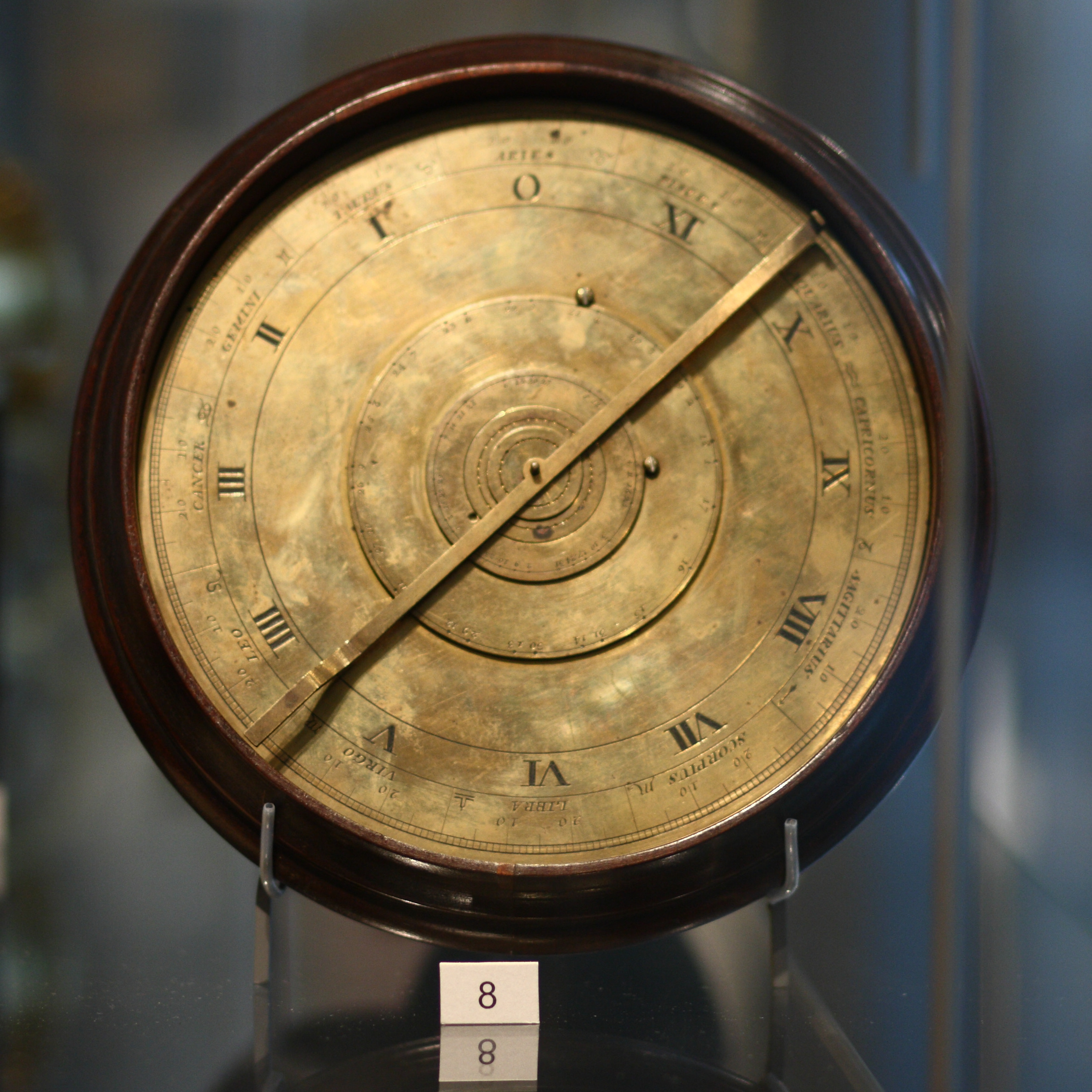
Un jovilabio, un aparato de mediados del siglo XVIII para analizar las órbitas de los satélites de Júpiter

En 1605, Galileo había sido contratado como tutor de matemáticas para Cosme de Médici, quien en 1609 se convirtió en el Gran Duque Cosme II de Toscana. Galileo, buscando el patrocinio de su ahora adinerado antiguo alumno y de su poderosa familia, utilizó el descubrimiento de las lunas de Júpiter para obtenerlo. El 13 de febrero de 1610, Galileo escribió al secretario del Gran Duque:
Dios me honró con poder, por tan singular señal, revelar a mi Señor mi devoción y el deseo que tengo de que su glorioso nombre viva igual entre las estrellas, y puesto que a mí me toca, el primer descubridor, nombrar estos nuevos planetas, deseo, a imitación de los grandes sabios que colocaron entre las estrellas a los más excelentes héroes de aquella época, inscribir en éstos el nombre del Serenísimo Gran Duque.
Galileo inicialmente llamó a su descubrimiento Cosmica Sidera ("las estrellas de Cosme"), homenajeando exclusivamente a Cosme. El secretario de Cosme sugirió cambiar el nombre a Medicea Sidera ("las estrellas de los Medici"), en honor a los cuatro hermanos Medici (Cosimo, Francesco, Carlo y Lorenzo). El descubrimiento fue anunciado en Sidereus nuncius ("El Mensajero Estelar"), obra publicada en Venecia en marzo de 1610, menos de dos meses después de las primeras observaciones.
El 12 de marzo de 1610, Galileo escribió su carta dedicatoria al duque de Toscana y al día siguiente envió una copia al gran duque, con la esperanza de obtener su apoyo lo antes posible. El 19 de marzo, envió al gran duque el telescopio que había usado para observar por primera vez las lunas de Júpiter, junto con una copia oficial del «Sidereus nuncius» («El Mensajero Estelar»), en el que, siguiendo el consejo del secretario, denominó a las cuatro lunas «Estrellas Mediceas». En su introducción dedicatoria, Galileo escribió:
Apenas las gracias inmortales de tu alma han comenzado a brillar en la tierra, cuando estrellas brillantes se ofrecen en los cielos que, como lenguas, hablarán y celebrarán tus más excelentes virtudes para siempre. He aquí, pues, cuatro estrellas reservadas para tu ilustre nombre... que... realizan sus viajes y órbitas con una velocidad asombrosa alrededor de la estrella de Júpiter... como hijos de la misma familia... De hecho, parece que el propio Creador de las Estrellas, con argumentos claros, me advirtió que llamara a estos nuevos planetas con el ilustre nombre de Su Alteza antes que a todos los demás.
Otros nombres propuestos incluyen:
- (I) «Principharus», por el «príncipe» de Toscana; (II) «Victripharus», por Victoria della Rovere; (III) «Cosmipharus», por Cosme de Médici; y (IV) «Fernipharus», por el duque Fernando de Medici.[10] Estos cuatro nombres fueron propuestos por Giovanni Battista Odierna, discípulo de Galileo y autor del primer cuaderno de efemérides («Medicaeorum Ephemerides», 1656).
- «Circulatores Jovis» o «Jovis Comites», a propuesta de Johannes Hevelius.
- «Gardes» o «Satellites» (del latín «satelles, satellitis», que significa «escoltas»),  según la propuesta de Jacques Ozanam.

Los nombres que finalmente prevalecieron fueron elegidos por Simon Marius, quien descubrió las lunas de forma independiente al mismo tiempo que Galileo. Les dio el nombre, por sugerencia de Johannes Kepler, en honor a las amantes del dios Zeus (el equivalente griego de Júpiter), en su Mundus Jovialis, publicado en 1614:
Los poetas critican mucho a Júpiter por sus amores irregulares. Se menciona especialmente a tres doncellas que fueron cortejadas clandestinamente por Júpiter con éxito: Ío, hija del río Ínaco; Calisto, de Licaón; y Europa, de Agenor. Luego estaba Ganímedes, el hermoso hijo del rey Tros, a quien Júpiter, habiendo tomado la forma de un águila, transportó al cielo sobre su espalda, como los poetas fabulosamente cuentan... Pienso, por tanto, que no habré hecho mal si al Primero lo llamo Io, al Segundo Europa, al Tercero, a causa de su majestad de luz, Ganímedes, al Cuarto Calisto... Esta fantasía, y los nombres particulares dados, me los sugirió Kepler, astrónomo imperial, cuando nos encontramos en la feria de Ratisbona en octubre de 1613. Así que si, como una broma, y en memoria de nuestra amistad que entonces comenzó, lo saludo como padre conjunto de estas cuatro estrellas, de nuevo no estaré haciendo mal.
Galileo se negó rotundamente a usar los nombres de Marius y, como resultado, inventó el sistema de numeración que aún se utiliza hoy en día, en paralelo con los nombres propios de las lunas. Los números se extienden desde Júpiter hacia afuera, así I, II, III y IV para Ío, Europa, Ganímedes y Calisto, respectivamente. Galileo utilizó este sistema en sus cuadernos, pero nunca lo publicó. Los nombres numerados (Júpiter x) se utilizaron hasta mediados del siglo XX, cuando se descubrieron otras lunas interiores y los nombres de Marius se generalizaron.
Epónimos de las lunas galileanas

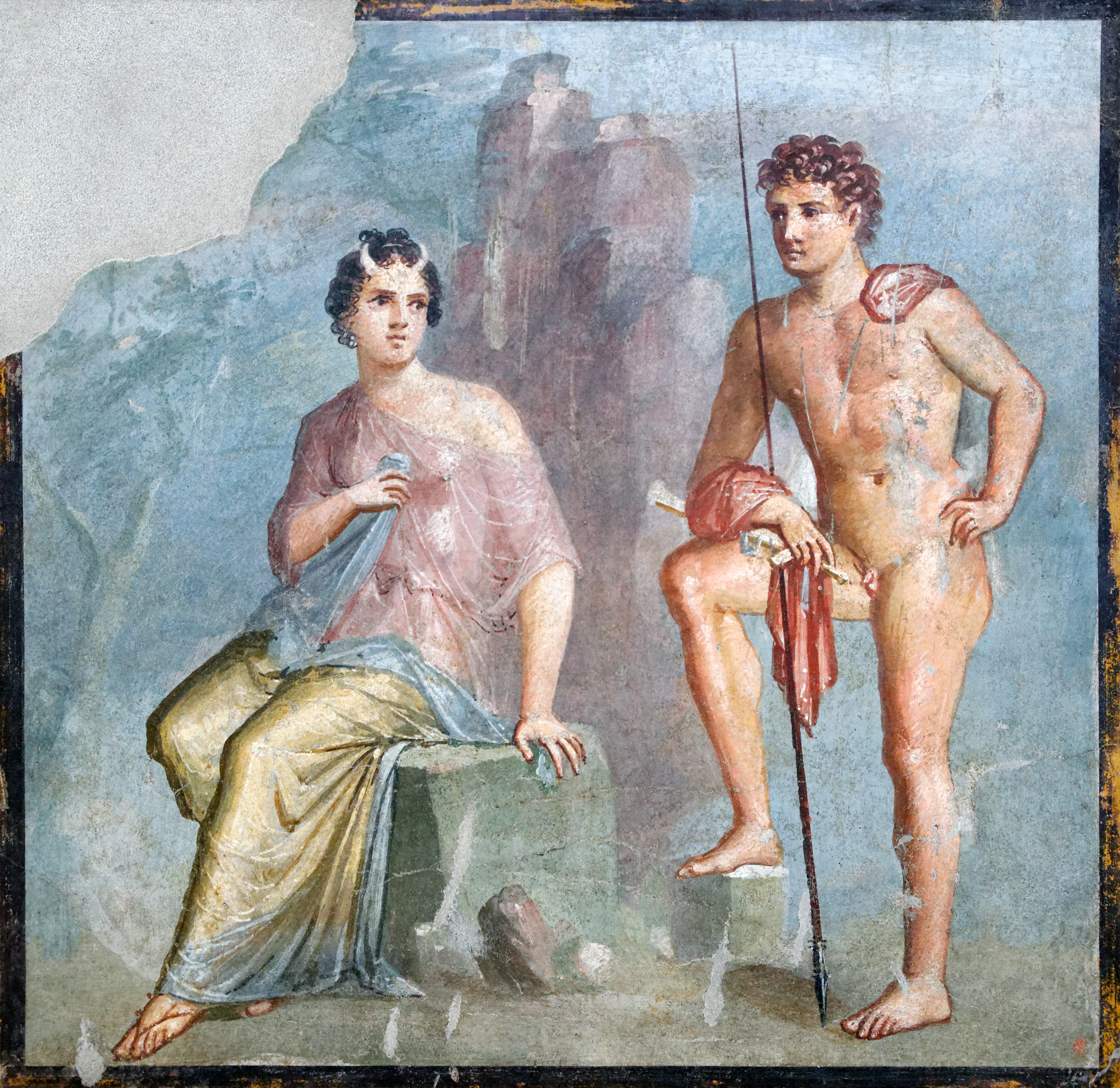
Ío (izquierda) vigilada por Argos Panoptes (derecha) por orden de Hera
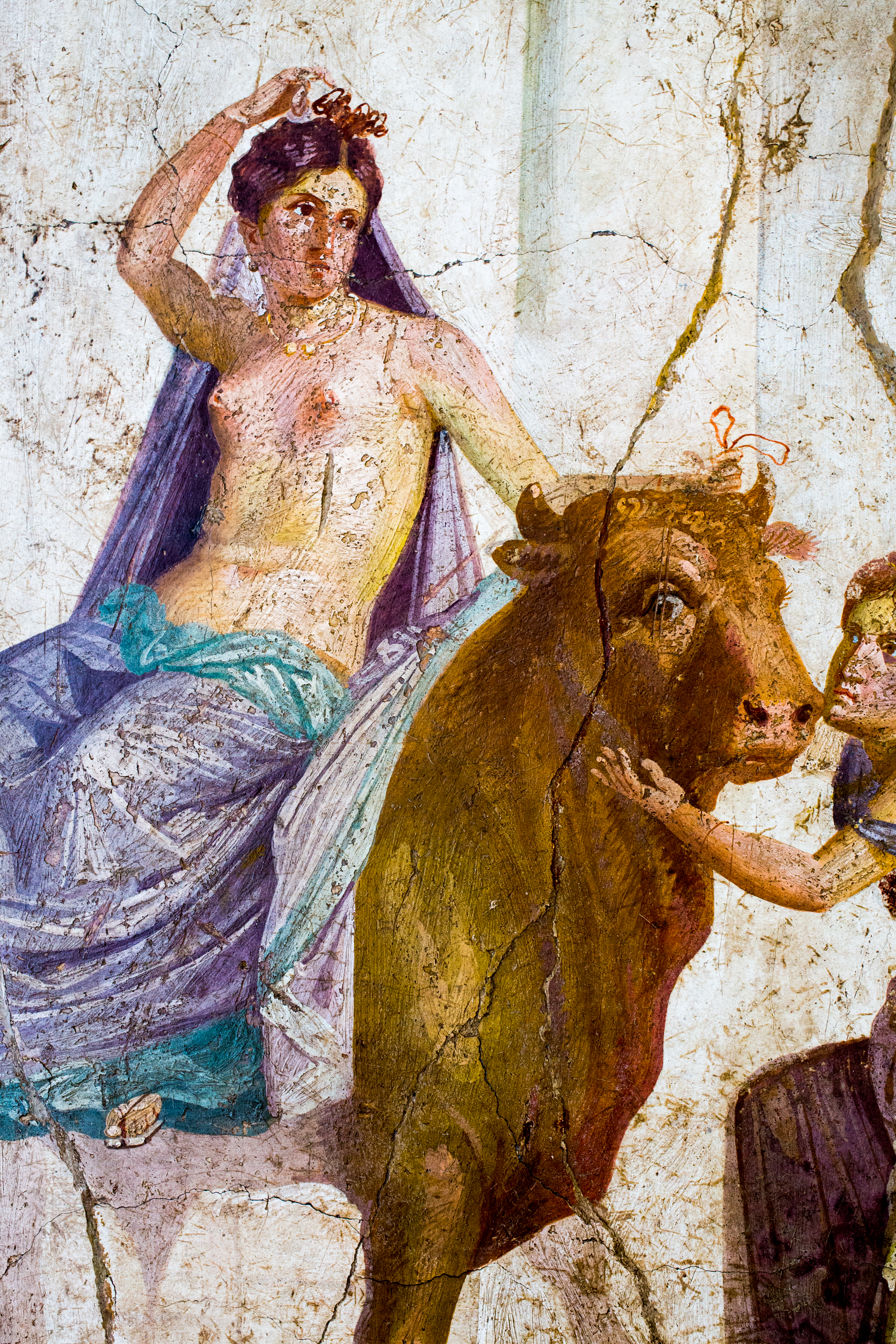
Europa a lomos de Zeus transformada en toro
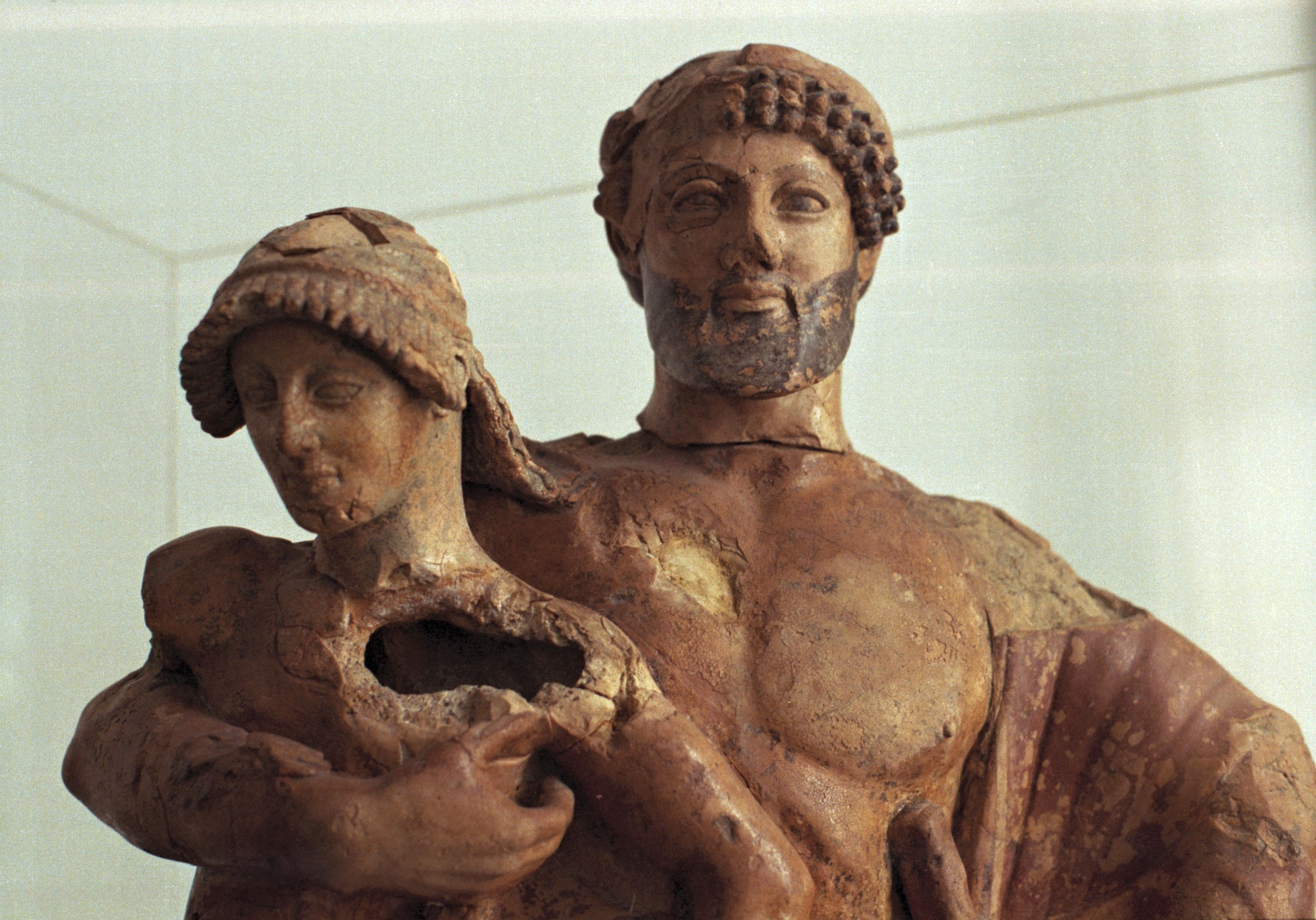
Ganímedes (izquierda) raptado por Zeus (derecha)
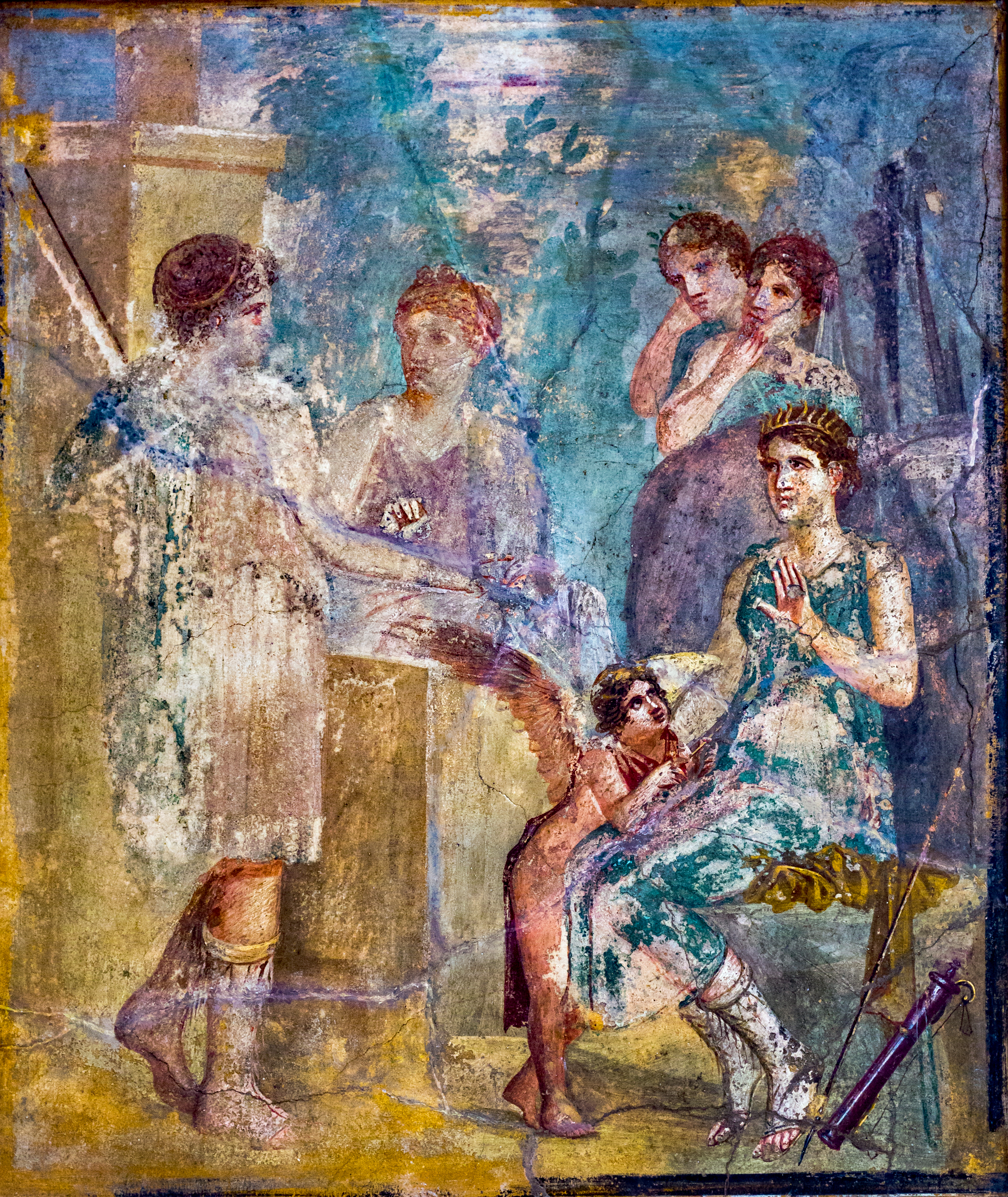
Calisto (izquierda) con Eros y otras ninfas, con Artemisa sentada

### Determinación de la longitud
| Mapa de Francia presentado en 1684, que muestra el contorno de un mapa anterior (Sanson, contorno claro) comparado con el nuevo estudio de Cassini y Picard, utilizando las lunas de Júpiter como referencia temporal (contorno más grueso y sombreado). Se dice que el rey de Francia bromeó diciendo que los astrónomos le habían arrebatado más territorio que sus enemigos. |

El descubrimiento de Galileo tuvo aplicaciones prácticas. Una navegación segura requería determinar con precisión la posición de un barco en el mar. Si bien la longitud latitud podía medirse con bastante precisión mediante observaciones astronómicas locales, determinar la longitud geográfica requería conocer la hora de cada observación sincronizada con la hora en una longitud de referencia. El problema de la longitud era tan importante, que naciones como España, los Países Bajos y el Reino Unido ofrecieron premios para su solución en diversas ocasiones.
Galileo propuso determinar la longitud basándose en la sincronización de las órbitas de las lunas galileanas. Las horas de los eclipses lunares podían calcularse con precisión con antelación y compararse con observaciones locales en tierra o en barco para determinar la hora local y, por consiguiente, la longitud. Galileo solicitó en 1616 el premio de 6000 ducados de oro y una pensión vitalicia de 2000 ducados al año, y casi dos décadas después también reclamó el premio neerlandés, pero para entonces ya se encontraba bajo arresto domiciliario por posible herejía.: 15–16 
El principal problema de la técnica de las lunas jovianas era la dificultad de observarlas a través de un telescopio en un barco en movimiento, un problema que Galileo intentó resolver con la invención del celatone. Otros científicos sugirieron algunas mejoras del método de Galileo, pero sin éxito.
Los estudios cartográficos terrestres tuvieron el mismo problema para determinar la longitud, aunque en condiciones de observación menos severas. El método resultó práctico y fue utilizado por Giovanni Cassini y Jean Picard para volver a cartografiar Francia.

## Descripción breve

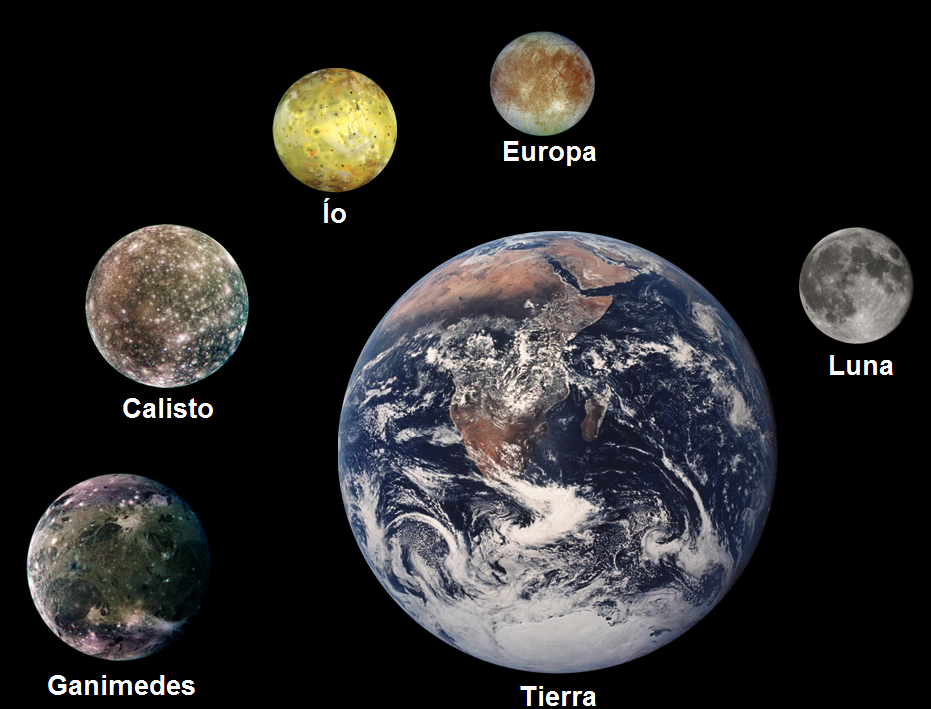
Los cuatro satélites en comparación con la Tierra y la Luna

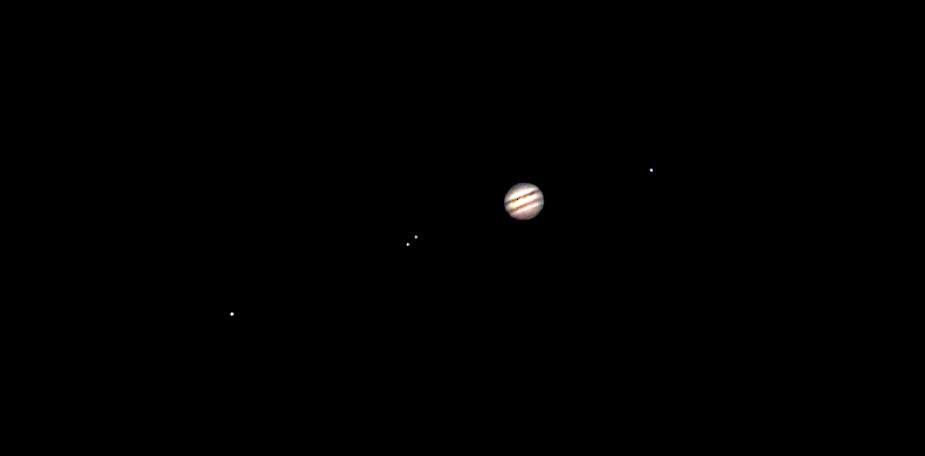
Los satélites galileanos acompañan a Júpiter. Observado desde un telescopio refractor amateur

### Ío
Es el satélite galileano más cercano a Júpiter. Las fuerzas de marea provocadas por la fuerte atracción gravitatoria de Júpiter son tan marcadas que provocan un vulcanismo muy activo, cuya consecuencia es la ausencia total de cráteres de impacto. Su superficie está cubierta de azufre.

### Europa
Es el más pequeño de los satélites galileanos, sin embargo quizás sea el más interesante. Está cubierto por una capa de hielo y tiene muy pocos cráteres, lo que indica una superficie relativamente joven. Se piensa (y existen bastantes evidencias a favor) que debajo de la "cáscara" de hielo sólido de su superficie debe existir un océano de agua líquida. Las estimaciones del grosor de la cáscara de hielo van desde 10 a 100 km. Además, se cree que en esta luna hay existencia de oxígeno.

### Ganímedes
No solo es el satélite más grande de Júpiter, sino también el más grande del sistema solar. Ganímedes está compuesto de hielo y silicatos, con una corteza helada que flota encima de un manto fangoso. En marzo de 2015 se confirmó que Ganímedes tiene un océano escondido debajo de su superficie, cubierto por una capa de 150 km de hielo. Este océano tiene una profundidad de unos 100 kilómetros, 10 veces más que los mares de la Tierra.

### Calisto
Es el satélite galileano más lejano de Júpiter y es también el que tiene la superficie más vieja, ya que está casi recubierta por completo de cráteres de impacto.

## Propiedades
De acuerdo con las simulaciones por ordenador, es posible que Júpiter en sus primeros tiempos hubiera tenido varias generaciones de satélites, los cuales tras formarse habrían caído en espiral hacia Júpiter hasta su destrucción debido al rozamiento con el disco protoplanetario que rodeaba al planeta, formándose otro conjunto de nuevos satélites a partir de los restos sobrantes. Los cuatro grandes satélites actuales son la última generación formada —y por tanto, los supervivientes del proceso—, debido a que cuando se formaron el disco protoplanetario había perdido gran parte de su masa y no interfería con sus órbitas.
Los satélites galileanos son, por orden de cercanía a Júpiter:
| Nombre    | Imagen | Estructura interior | Diámetro (km) | Masa (kg) | Densidad (g/cm³) | Semieje mayor de la órbita (km) | Periodo orbital (días) |
| --------- | ------ | ------------------- | ------------- | --------- | ---------------- | ------------------------------- | ---------------------- |
| Ío        |        |                     | 3643          | 8,93×1022 | 3,528            | 421 800                         | 1,77                   |
| Europa    |        |                     | 3122          | 4,8×1022  | 3,014            | 671 100                         | 3,55                   |
| Ganímedes |        |                     | 5262          | 1,48×1023 | 1,942            | 1 070 400                       | 7,16                   |
| Calisto   |        |                     | 4821          | 1,08×1023 | 1,834            | 1 882 700                       | 16,69                  |

## Origen y evolución

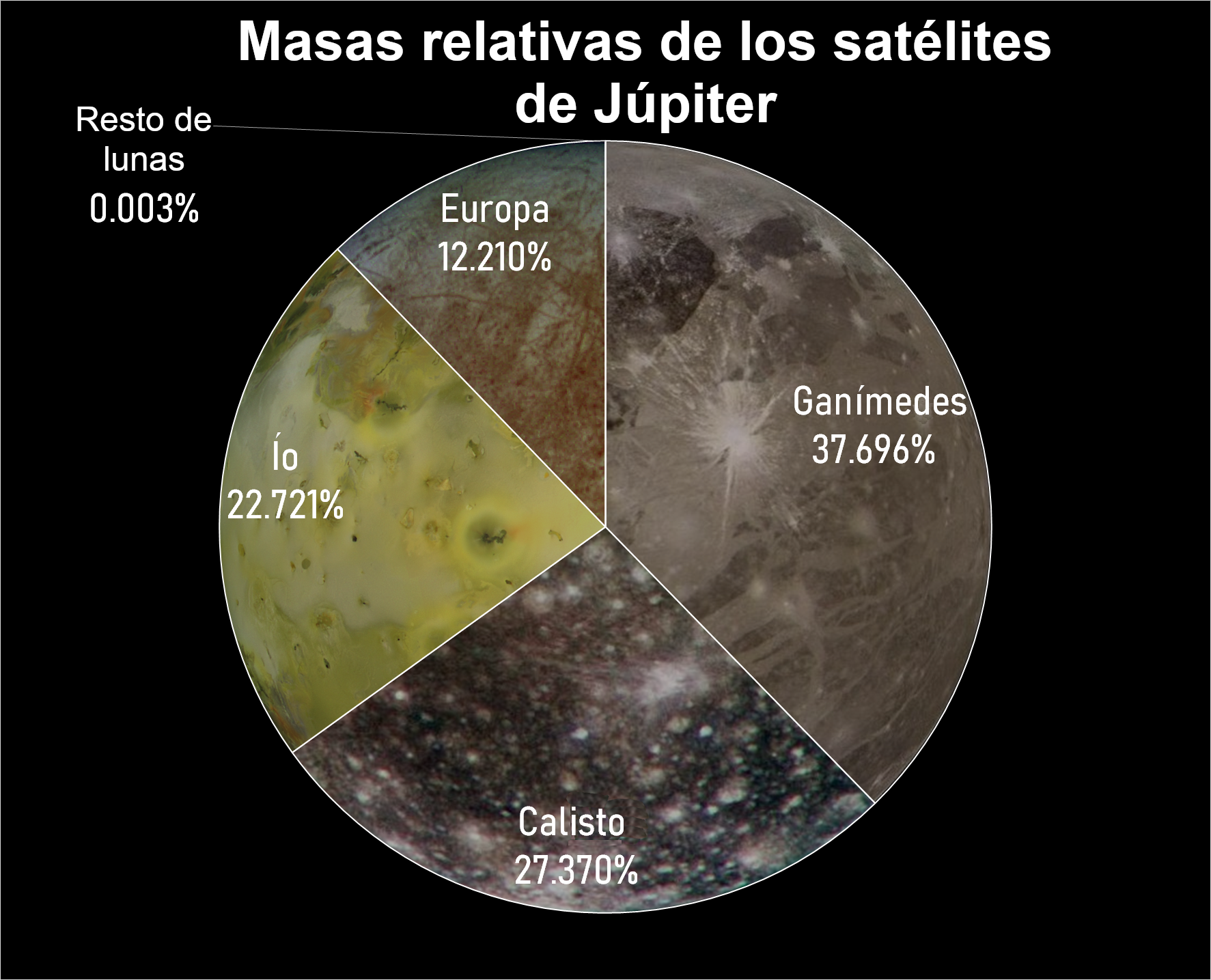
Las masas relativas de las lunas jovianas. Las más pequeñas que Europa no son visibles a esta escala, y combinadas solo serían visibles con un aumento de 100 veces

Se cree que los satélites regulares de Júpiter se formaron a partir de un disco circumplanetario, un anillo de gas en acreción y escombros sólidos análogo a un disco protoplanetario. Podrían ser los restos de una veintena de satélites de masa similar a la de las lunas galileanas, que se formaron en los inicios de la historia de Júpiter.
Las simulaciones sugieren que, si bien el disco tenía una masa relativamente alta en un momento dado, con el tiempo una fracción sustancial (varias décimas porcentuales) de la masa de Júpiter, capturada de la nebulosa solar, se procesó a través de él. Sin embargo, la masa del disco, de tan solo el 2% de la de Júpiter, es necesaria para explicar los satélites existentes. Por lo tanto, es posible que haya habido varias generaciones de satélites de masa galileana en los inicios de la historia de Júpiter. Cada generación de lunas habría girado en espiral hacia Júpiter, debido al arrastre del disco, formándose nuevas lunas a partir de los nuevos escombros capturados de la nebulosa solar. Para cuando se formó la generación actual (posiblemente la quinta), el disco se había adelgazado hasta el punto de que ya no interfería significativamente con las órbitas de las lunas. Las lunas galileanas actuales seguían afectadas, cayendo y quedando parcialmente protegidas por un resonancia orbital que aún existe para Ío, Europa y Ganímedes. La mayor masa de Ganímedes implica que habría migrado hacia el interior a un ritmo más rápido que Europa o Ío. La disipación de marea en el sistema joviano continúa y es probable que Calisto quede atrapado en resonancia en unos 1500 millones de años, creando una cadena 1:2:4:8.

## Visibilidad
Las cuatro lunas galileanas son lo suficientemente brillantes como para ser vistas desde la Tierra sin un telescopio, pero únicamente si estuvieran más alejadas de Júpiter (cuyo brillo las enmascara cuando se intentan observar a simple vista). (Sin embargo, se distinguen fácilmente incluso con prismáticos de baja potencia). Tienen magnitud aparente entre 4,6 y 5,6 cuando Júpiter está en oposición con el Sol, y son aproximadamente una unidad de magnitud más tenues cuando Júpiter está en conjunción. Como ya se ha indicado, la principal dificultad para observar las lunas desde la Tierra es su proximidad a Júpiter, ya que quedan enmascaradas por su brillo. La máxima separación angular de las lunas con respecto a de Júpiter está entre 2 y 10 minutos de arco, que está cerca del límite de la agudeza visual humana. Ganímedes y Calisto, en su separación máxima, son los objetivos más accesibles para una eventual observación a simple vista.
|  |  |  |

## Animaciones de las órbitas
Animaciones GIF que representan las órbitas lunares galileanas y la resonancia de Ío, Europa y Ganímedes